# BBC One
BBC One — британский общественный информационно-развлекательный телеканал; флагманский телеканал «Би-би-си», вещающий в Великобритании, острове Мэн и Нормандских островах. Запущен 2 ноября 1936 года как BBC Television Service, став первой в мире регулярной телевещательной службой с высоким уровнем экранного разрешения. В 1960 году переименован в BBC TV и вещал под этим названием до запуска в 1964 году братского канала BBC2, после чего стал известен как BBC1. Современное написание было введено в 1997 году вместе с ребрендингом логотипа корпорации.

## История
Запущен на средних волнах 22 августа 1932 года как BBC Television Service, 1 октября 1936 года BBC One стал вещать на ультракоротких волнах.
9 сентября 1969 года стала выходить в эфир вечерняя программа «Nationwide», 14 сентября 1970 года вместо программы «The Main News» была запущена информационная программа «BBC Nine O’Clock News».
7 сентября 1981 года «The Midday News» была заменена программой «News After Noon», 17 января 1983 года была запущена утренняя программа «Breakfast Time», 24 октября 1983 года «Nationwide» — «Sixty Minutes», а 3 сентября 1984 года — «BBC News at Six», 27 октября 1986 года «The Midday News» была заменена программой «BBC News at One», 2 октября 1989 года «Breakfast Time» была переименована в «Breakfast News».
2 октября 2000 года «Breakfast News» была переименована в «BBC Breakfast» 16 октября 2000 года «BBC Nine O’Clock News» была заменена информационной программой «BBC News at Ten».

## Финансы
Телеканал располагает годовым бюджетом в 1,2 миллиарда фунтов стерлингов. Как и у других теле- и радиоканалов BBC, финансирование проходит за счёт абонентской платы, поэтому круглосуточная трансляция не прерывается на рекламные блоки.

## Аудитория
BBC One является самым популярным телеканалом, который смотрят более 21 % всех телезрителей Великобритании, и опережает своего ближайшего конкурента, ITV. В 2007 году ему была вручена премия Broadcast Awards в категории «лучший телеканал года».